# Winnertzia lugubris
Winnertzia lugubris is een muggensoort uit de familie van de galmuggen (Cecidomyiidae). De wetenschappelijke naam van de soort is voor het eerst geldig gepubliceerd in 1853 door Johannes Winnertz.